# Wennemar von Dellwig

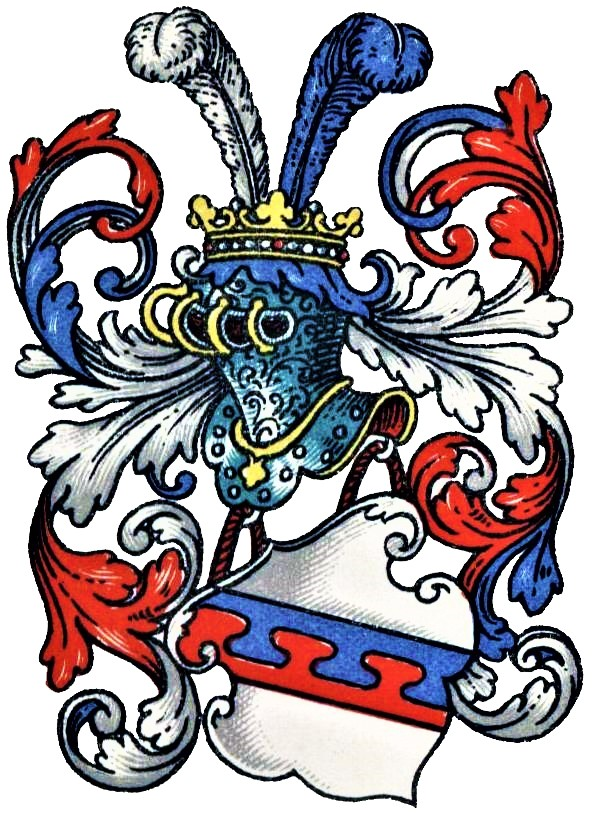
Stemma nobiliare della famiglia Delwig

Wennemar von Dellwig, talvolta Wolmar von Dellwich (... – 1510), fu membro dell'Ordine livoniano, commendatore di Viljandi dal 1480 al 1510 e vice Gran maestro di Wolter von Plettenberg, subentrando nel suo ruolo ad interim nel 1501 e nel 1502.

## Biografia
Probabilmente nacque a Dellwig, vicino a Dortmund. La sua famiglia apparteneva alla nobiltà della Westfalia.
Dellwig giunse in Livonia dopo essersi unito ai cavalieri alla metà del XV secolo. Nel 1472, fu di stanza a Võnnu (Cēsis), divenendo più tardi comandante di Pärnu.
Nel 1480 divenne komtur di Fellinn (Viljandi). Fu uno dei più importanti membri dell'Ordine durante la gestione di Johann Freitag von Loringhoven prima e di Wolter von Plettenberg poi. Assunse temporaneamente le funzioni di quest'ultimo quando nel 1501 e nel 1502 era impegnato in guerra contro il Granducato di Mosca. Dopo quei due anni, von Dellwig tornò a rivestire il ruolo di comandante presso Viljandi.